# Wylazłów (gmina Poddębice)
Wylazłów – wieś w Polsce położona w województwie łódzkim, w powiecie poddębickim, w gminie Poddębice.
W latach 1975–1998 miejscowość położona była w województwie sieradzkim.
Przez miejscowość przebiega droga wojewódzka nr 703.